# Nederlandse Vereniging van Producenten en Importeurs van beeld- en geluidsdragers
La Nederlandse Vereniging van Producenten en Importeurs van beeld- en geluidsdragers, o NVPI (in italiano: Associazione olandese dei produttori ed importatori di immagine e suono) è l'associazione commerciale olandese dell'industria dello spettacolo. La NVPI rappresenta la maggior parte delle case discografiche olandesi, dei distributori di video e di videogiochi.

## Storia
La NVPI è stata fondata nel 1973 come rappresentativa delle case discografiche in Olanda. Nel 1983 vengono inclusi nell'associazione i distributuri di video film e nel 1996 i produttori di video giochi. Ogni divisione ha il proprio consiglio. Le tre divisioni formano una federazione. La NVPI rappresenta sia i grandi che i piccoli produttori indipendenti.
La NVPI rappresenta (rispetto al volume totale del mercato) circa l'85% delle case discografiche, l'80% delle compagnie di video film e il 50% dei video giochi. la NVPI è affiliata alle IFPI (International Federation of the Phonographic Industry), IVF (International Video Federation) e ISFE (Interactive Software Federation Europe).

## Rami principali
I rami principali della NVPI sono:
- Interessi del settore (Lobbying)
- Annunci alla stampa e ad altri
- Indagini di mercato
- Rappresentanza in organi consultivi
- Distribuzione dei risarcimenti per le copie casalinghe ai produttori audio
- Attività sociali/culturali
- Informazione verso i propri membri

## Certificazioni
NVPI fornisce le certificazioni agli album, singoli, giochi e film musicali DVD. Questi sono i risultati di vendita che si devono ottenere, come artisti, produttori di giochi o registi, per avere una certificazione:

### Musica
- Oro:[2][5]
  - Singoli– 40 000 copie vendute
  - Album pop – 30 000 copie vendute
  - Album classica/jazz – 15 000 copie vendute
- Platino:[5]
  - Singoli – 60 000 copie vendute
  - Album pop – 60 000 copie vendute
  - Album classica/jazz – 25 000 copie vendute

### Video
- Vendite video
  - Gold: 50 000 copie vendute[5]
  - Platino:  100 000 copie vendute[5]
- Noleggio video
  - Gold: realizzato un volume totale di 136 134 euro[5]
  - Platino: realizzato un volume totale di 226 890 euro [5]
- DVD musicali
  - Gold: 40 000 copie vendute[5]
  - Platino: 80 000 copie vendute[5]

### Giochi
- Giochi
  - Gold: 40 000 copie vendute[5]
  - Platino: 80 000 copie vendute[5]
- Non-giochi
  - Gold: 7 500 unità[5]
  - Platino: 15 000 unità[5]

### Storia dei livelli di certificazione
Album-non-di-classica
| Certificazioni | Prima del 1º gennaio 2000 | Prima del 1º gennaio 2006 | Prima del 1º gennaio 2008 | Prima del 1º giugno 2009 | Dopo il 1º giugno 2009 |
| -------------- | ------------------------- | ------------------------- | ------------------------- | ------------------------ | ---------------------- |
| Oro            | 50 000                    | 40 000                    | 35 000                    | 30 000                   | 25 000                 |
| Platino        | 100 000                   | 80 000                    | 70 000                    | 60 000                   | 50 000                 |

Album-classica
| Certificazioni | Prima del 1º gennaio 2008 | Dopo il 1º gennaio 2008 |
| -------------- | ------------------------- | ----------------------- |
| Oro            | 15 000                    | 10 000                  |
| Platino        | 25 000                    | 20 000                  |

Singoli
| Certificazioni | Prima del 1º gennaio 1984 | Prima del 1º gennaio 1992 | Prima del 1º gennaio 2000 | Prima del 1º gennaio 2008 | Prima del 1º giugno 2009 | Dopo il 1º giugno 2009 |
| -------------- | ------------------------- | ------------------------- | ------------------------- | ------------------------- | ------------------------ | ---------------------- |
| Oro            | 100 000                   | 75 000                    | 50 000                    | 40 000                    | 25 000                   | 10 000                 |
| Platino        | 150 000                   | 100 000                   | 75 000                    | 60 000                    | 50 000                   | 20 000                 |

DVD
| Certificazioni | Prima del 1º gennaio 2008 | Dopo il 1º gennaio 2008 |
| -------------- | ------------------------- | ----------------------- |
| Oro            | 40 000                    | 30 000                  |
| Platino        | 80 000                    | 60 000                  |

## Classifiche
NVPI lavora con due diverse organizzazioni per le classifiche olandesi. Esse sono la Dutch Top 40 (una classifica settimanale di singoli compresi gli scarichi da internet, le vendite di singoli e la musica trasmessa via radio) e la Dutch Charts (classifiche settimanali Top 100 degli Album, Megachart Top 50 (singoli), classifica dei DVD musicali e diverse altre).